# Рейкьявик (аэропорт)
Аэропорт Рейкьявик (исл. Reykjavíkurflugvöllur), (ИАТА: RKV, ИКАО: BIRK) — аэропорт внутренних авиалиний, обслуживающий Рейкьявик, Исландия. Аэропорт расположен в 2 км от городского центра Рейкьявика. Взлётно-посадочные полосы аэропорта очень короткие, поэтому из международных рейсов обслуживаются только рейсы в Гренландию и на Фарерские острова, а также отдельные чартеры, грузовые рейсы через Атлантический океан и частные рейсы. Если погодные условия в Кеблавике недостаточны для безопасного приземления, самолёты размерностью до Boeing 757-200 совершают посадку в аэропорту Рейкьявика.
Так или иначе, большая часть международных рейсов обслуживается в Международном аэропорту Кеблавик в 50 км от города, который может принимать любые типы самолётов. Аэропорт Рейкьявика является главным хабом Air Iceland и Eagle Air. Из трёх взлётно-посадочных полос регулярно используются две, а самая маленькая 06/24, как правило, используется только зимой. Взлёт осуществляется с полосы 24, посадки — на 24 и 06, взлёт с полосы 06 запрещён из соображений безопасности и шума на местности. Владельцем и оператором аэропорта Рейкьявик является государственное предприятие Isavia.

## История
Первый полёт на территории нынешнего аэропорта состоялся 3 сентября 1919 года, когда поднялся в воздух Avro 504, первый самолёт в Исландии. До 1937 года предпринимались попытки наладить воздушное сообщение из Вантсмири, но только с созданием старейшей исландской авиакомпании Flugfélag Akureyrar, преемницей которой является современная Icelandair, в Акюрейри в 1938 году начались первые рейсы. В марте 1940 года начались регулярные рейсы, в это время Flugfélag Akureyrar перенесла свои основные рейсы из Акюрейри в Рейкьявик (сменив при этом название на Flugfélag Íslands)
Современный аэропорт был построен британскими военными во время Второй мировой войны на южном побережье полуострова. Строительные работы начались в октябре 1940 года, в то время аэродром имел только травяное покрытие. Полк Ночной дозор построил первую взлётно-посадочную полосу сверху по затопленным нефтяным цистернам. 6 июля 1946 года британские власти передали контроль над аэропортом исландскому правительству и с тех пор им управляет Администрация гражданской авиации Исландии (Flugstoðir).
В последующие десятилетия вокруг аэропорта вырос город и сегодня аэропорт находится в западной части города. Такое местоположение на сегодняшний момент создает ряд проблем, такие как шум и безопасность, кроме того, аэропорт занимает дорогой участок земли в центре столицы. С другой стороны, центральное местоположение очень удобно для пассажиров в связи с тем, что через него осуществляются жизненно необходимые рейсы между столицей и менее заселёнными районами страны. Вокруг будущего аэропорта Рейкьявик идут непрекращающиеся дебаты, предлагается три варианта его дальнейшей судьбы: сохранение аэропорта на прежнем месте, строительство нового аэропорта в районе Рейкьявика или перенос внутренних рейсов в Международный аэропорт Кеблавик и закрытии аэропорта в Рейкьявике. Первый путь сопряжен с невозможностью дальнейшего развития аэропорта из-за дороговизны земли. Второй путь наиболее дорогостоящий, а третий связан с усложнением доступа к таким объектам инфраструктуры столицы, как например, больницы. Тем не менее, третий путь упрощает международным пассажирам перемещение дальше по стране.
Реконструкция аэропорта началась в 2000 году и продолжалась 2 года. В 2001 году прошёл референдум, на котором 49,3 % проголосовавших высказались за перенос аэропорта из центра города, а 48,1 % предпочли, чтобы аэропорт оставался на прежнем месте до 2016 года, когда должен будет завершиться срок нынешнего генерального плана развития города.
После реконструкции ширина полос 01/19 и 13/31 составила 45 м, а ширина 06/24 — 30 м, изменилась схема воздушного движения и были модернизированы системы посадочных огней и диспетчерского сопровождения самолётов в воздухе.

## Авиакомпании и назначения

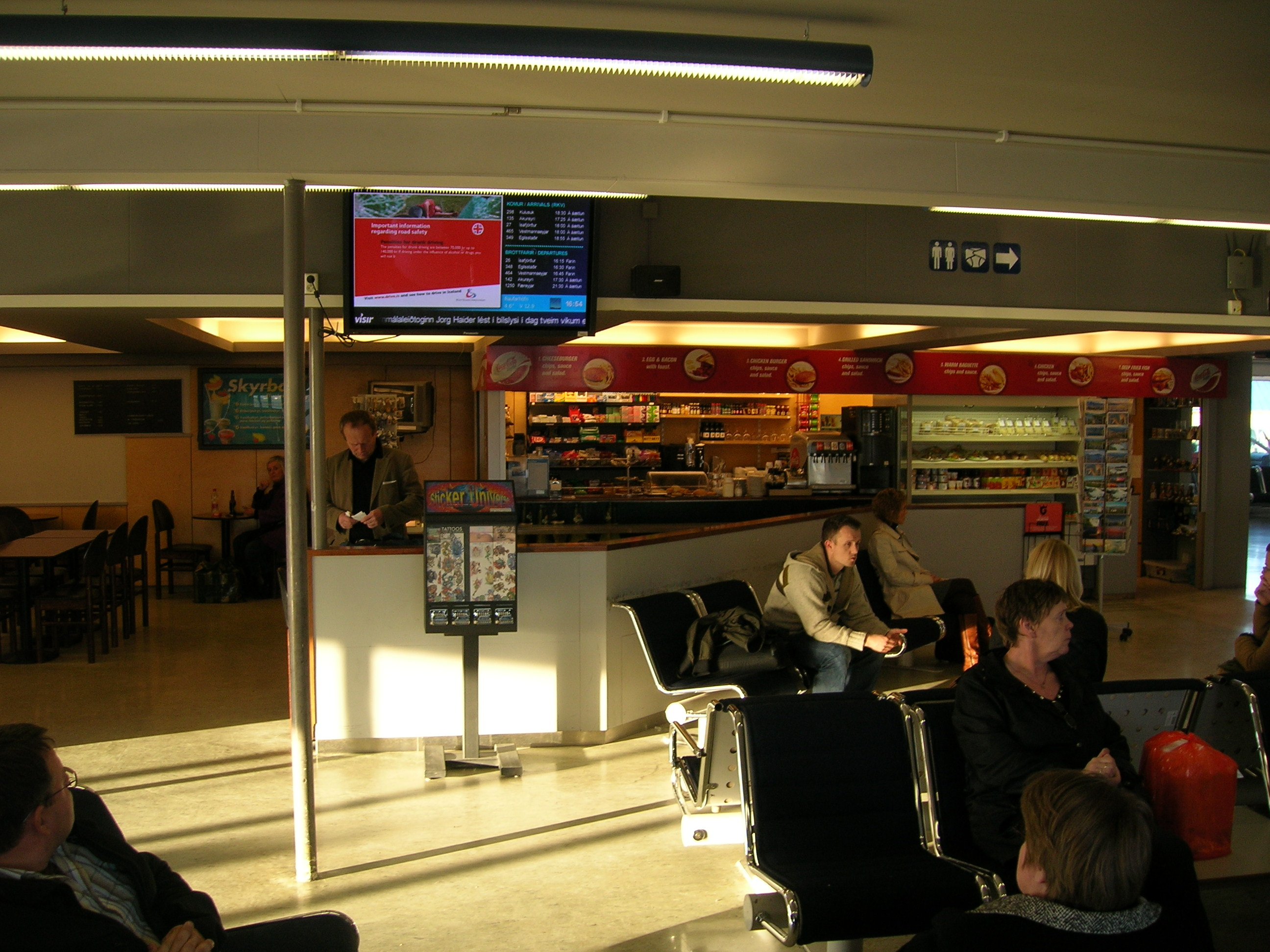
Интерьер аэропорта

В аэропорту Рейкьявика два терминала. В главном терминале обслуживаются международные и внутренние рейсы Air Iceland; в меньшем терминале обслуживаются внутренние и международные чартерные рейсы Eagle Air.
Atlantic Airways и Air Iceland имеют кодшеринговое соглашение для рейсов в Воар, Фарерские острова.
Для пересадки с международного рейса из Международного аэропорта Кеблавик на внутренний в Аэропорту Рейкьявик необходим переезд длиной 50 км автобусом, поэтому рекомендуется иметь как минимум трёхчасовой запас времени между рейсами.

## Инфраструктура
В аэропорту находятся главные офисы Icelandair Group и Icelandair. Air Iceland и Isavia также открыли свои главные офисы в аэропорту.

## Статистика аэропорта
Данные из запроса в Викиданные.